# Бијело Поље (Шековићи)
Бијело Поље је насељено мјесто у општини Шековићи, Република Српска, БиХ.

## Становништво
| Демографија- | Демографија- | Демографија- |
| Година       | Становника   | Становника   |
| ------------ | ------------ | ------------ |
| 1991.        | 0            |              |